# Erberto II di Vermandois
Erberto (880 – 23 febbraio 943) fu conte di Vermandois, di Meaux, di Soissons e di Madrie e di Vexin, signore di Peronne, Senlis e San Quintino e poi conte di Troyes.

## Origine
Era figlio primogenito del conte di Vermandois, Erberto I (ca. 850 – 907) (nipote del re d'Italia, Bernardo, a sua volta nipote di Carlo Magno) e della moglie Liutgarda o Berta de Morvois, di cui non si conoscono gli ascendenti. Sposando Adele, figlia del marchese di Neustria, Roberto, futuro re di Francia, sarebbe divenuto il genero di sua sorella, Beatrice, matrigna di Adele.

## Biografia
Erberto sposò, prima del 21 maggio 907 (in quella data un documento conferma che erano già marito e moglie), Adele, figlia del marchese di Neustria Roberto (la Chronica Albrici Monachi Trium Fontium, citandoli nell'anno 920, conferma la parentela tra Erberto e Roberto), futuro re di Francia, rafforzando così l'alleanza tra la casa di Vermandois e i Robertingi.
Nello stesso periodo, verso il 907, Erberto, alla morte del padre, divenne conte di Vermandois, di Meaux e di Soissons e di tutti gli altri titoli e signorie.
Negli anni a seguire aumentò i suoi possedimenti nella Champagne e nel Vexin.
Tra il 921 e il 922 Erberto fu tra i nobili che appoggiarono la rivolta contro il re dei Franchi occidentali, Carlo il Semplice, che, il 29 giugno 922, portò all'incoronazione a re dei Franchi occidentali, in contrapposizione a Carlo il Semplice, di suo suocero, Roberto I.
Nel 923, alla battaglia di Soissons del 15 giugno, suo suocero Roberto I morì, e suo cognato, il duca di Borgogna, Rodolfo, uno dei nobili più potenti del regno, il 13 luglio fu eletto re di Francia da un'assemblea di nobili, sempre in contrapposizione al legittimo re, il carolingio Carlo III il Semplice. Per Rodolfo si era espressa la maggioranza della nobiltà, ma Carlo III il Semplice aveva l'appoggio della Lotaringia, di cui era il re, del duca di Normandia, Rollone e del duca d'Aquitania Guglielmo il Giovane.
La lotta si presentava incerta, quando Erberto II, con l'aiuto di suo cugino, Bernardo di Senlis, architettò un tranello (raccontato nei dettagli da Rodolfo il Glabro) teso al re dei Franchi occidentali Carlo il Semplice; Erberto, dopo avere parteggiato per Rodolfo, Duca di Borgogna, fece credere a Carlo di essere passato dalla sua parte lo invitò a un incontro dove lo fece prigioniero e lo imprigionò, prima a Château-Thierry e poi dal 924 nel castello di Péronne, dove rimase per il resto della sua vita.
Rodolfo era rimasto l'unico re di Francia, ma nel corso del 927, i rapporti con la nobiltà si guastarono e proprio Erberto II, cercando di approfittare della situazione, fece uscire Carlo dalla prigione e fece in modo, secondo i Flodoardi Annales, che Guglielmo detto Lungaspada, associato dal padre nel titolo di duca, figlio del duca di Normandia Rollone, con cui Erberto si era alleato (lasciandogli in ostaggio il suo primogenito, Eude), nel castello d'Eu, rendesse onore a Carlo, che poi, sempre suo prigioniero, condusse a Reims e perorò la sua causa contro Rodolfo, presso il papa Giovanni X. Lo scopo di Erberto II era quello di allargare i suoi domini e quando capì che non avrebbe potuto impossessarsi di Laon (secondo Rosamond McKitterick Erberto tentò inutilmente di impossessarsi della città) rinchiuse nuovamente Carlo in prigione.
Condusse Carlo a Borgogna, nel 928, affinché Ugo d'Arles, con il consenso di re Rodolfo gli concedesse la contea di Vienne suo figlio, Eude, la governasse con il titolo di visconte.
Però la morte di Carlo III a Peronne, il 7 ottobre 929, tolse a Erberto II l'arma migliore per aumentare il suo potere.
In quegli anni entrambi combatterono i Vichinghi mentre Rodolfo aveva riportato una brillante vittoria sui normanni della Loira, Erberto, secondo lo storico Christian Settipani, alleatosi con il conte delle Fiandre Arnolfo I, catturò la roccaforte di quelli della Senna, Eu.
Dopo che nel 932, alla morte di Rollone, il figlio Guglielmo Lungaspada gli aveva reso omaggio, e dopo che i nobili aquitani si erano riconosciuti vassalli del re di Francia, Rodolfo attaccò Erberto II e, con l'aiuto del cognato Ugo il Grande, duca dei Franchi, condusse una lotta implacabile contro Erberto II, bruciandogli le fortezze e assediandolo nel castello di Château-Thierry (933-934). Nel corso del 935 fu raggiunta la pace e, secondo Rosamond McKitterick, Erberto fece atto di sottomissione a Rodolfo.
Improvvisamente Rodolfo si ammalò e morì il 15 gennaio 936.
Nel 936 la contea di Troyes fu sottratta al controllo del duca di Borgogna, Ugo, e data a Erberto II, che avrebbe dovuto essere suo vassallo, ma che in pochi anni la rese indipendente.
Ugo il Grande era il feudatario più potente di Francia, ma Erberto capeggiò la grande nobiltà che si opponeva all'elezione a re dei Franchi occidentali di Ugo, anzi fu proposto per il trono il figlio di Carlo III il Semplice, Luigi, che, nel 923, la madre, Ogiva, aveva condotto con sé in Inghilterra.
Luigi IV venne incoronato il 19 giugno 936 e già due anni dopo la nobiltà era quasi tutta contro di lui e Erberto e Ugo si erano nuovamente alleati, e, nel 939, si allearono al re di Germania Ottone I, che, facendo delle scorrerie nel regno dei Franchi occidentali obbligarono Luigi IV a rinunciare definitivamente al regno di Lotaringia.
Ancora alleati Erberto e Ugo il Grande attaccarono, assediarono e occuparono Reims, dove finalmente, nel 940, Erberto poté fare consacrare suo figlio Ugo vescovo di Reims, poi assediarono Laon ed infine, nelle Ardenne sconfissero il loro re Luigi IV, che dovette rifugiarsi, sino al 941, presso Ugo il Nero, nel ducato di Borgogna.
Erberto II, fondatore della prima casa di Champagne, morì il 23 febbraio (come è registrato nei necrologi della cattedrale di Reims) 943, lasciando i propri titoli e domini ai figli. La divisione avvenne sotto la guida del loro zio, Ugo il Grande:
- la contea di Vermandois al figlio Alberto
- la contea di Soissons al figlio Guido
- la contea di Meaux al figlio Roberto, che riuscì ad entrare in possesso della contea di Troyes solo dopo la morte del duca di Borgogna Gilberto, nel 956.

Erberto fu tumulato a San Quintino.

## Discendenza
Erberto II aveva sposato Adele (ca. 895- ca. 931), l'unica figlia del marchese di Neustria e futuro re di Francia, Roberto, e di Adele del Maine, come è indicato nelle Europäische Stammtafeln, vol II cap. 10 (non consultate). La parentela di Erberto II con Ugo il Grande (definito fratello della moglie di Erberto) è confermata dalla Chronica Albrici Monachi Trium Fontium, citandoli nell'anno 988,. Infatti Adele era la sorellastra di Ugo il Grande. Erberto da Adele ebbe sette o otto figli:
- Eude[12](ca. 910 † dopo il 19 giugno 946), comte d'Amiens e di Vienne;
- Adele (ca. 912 † 960[24]), sposò nel 934 il conte delle Fiandre, Arnolfo I (890 † 964), confermato dal cronista Flodoardo[25];
- Erberto detto il Vecchio (ca. 913 † ca. 982), abate di San Medardo di Soissons e dal 967 conte di Meaux e di Troyes, che, nel 951, sposò Ogiva la vedova di Carlo il Semplice[26];
- Ugo (920 † 962), conte e vescovo di Reims[27];
- Liutgarda (ca. 914 † 9 febbraio 978), sposò, nel 940, il duca di Normandia, Guglielmo Lungaspada (905 † 942), poi, nel 943, il conte di Blois, Tebaldo I l'Ingannatore (910 † 975);
- Roberto (come conferma un documento, datato luglio 940[3] ca. 918 † ca. 967), conte di Meaux e di Troyes;
- Alberto[28](ca. 916 † 987), conte di Vermandois;
- Guido[29] (ca. 915 † dopo il 986), conte di Soissons.

## Ascendenza
|                          |   |                   | Genitori |  |  | Nonni |  |  | Bisnonni          |  |  | Trisnonni       |  |
|                          |   |                   |          |  |  |       |  |  | Bernardo d'Italia |  |  | Pipino d'Italia |  |
|                          |   |                   |          |  |  |       |  |  | Bernardo d'Italia |  |  | Pipino d'Italia |  |
|                          |   | Cunegonda di Laon |          |  |  |       |  |  | Bernardo d'Italia |  |  |                 |  |
| Pipino I di Vermandois   |   |                   |          |  |  |       |  |  | Bernardo d'Italia |  |  |                 |  |
|                          |   | Cunegonda         | …        |  |  |       |  |  |                   |  |  |                 |  |
|                          |   | Cunegonda         | …        |  |  |       |  |  |                   |  |  |                 |  |
|                          |   | Cunegonda         | …        |  |  |       |  |  |                   |  |  |                 |  |
| Erberto I di Vermandois  |   | Cunegonda         |          |  |  |       |  |  |                   |  |  |                 |  |
|                          |   | …                 | …        |  |  |       |  |  |                   |  |  |                 |  |
|                          |   | …                 | …        |  |  |       |  |  |                   |  |  |                 |  |
|                          |   | …                 | …        |  |  |       |  |  |                   |  |  |                 |  |
| …                        |   | …                 |          |  |  |       |  |  |                   |  |  |                 |  |
|                          |   | …                 | …        |  |  |       |  |  |                   |  |  |                 |  |
|                          |   | …                 | …        |  |  |       |  |  |                   |  |  |                 |  |
|                          |   | …                 | …        |  |  |       |  |  |                   |  |  |                 |  |
| Erberto II di Vermandois |   | …                 |          |  |  |       |  |  |                   |  |  |                 |  |
|                          | … | …                 |          |  |  |       |  |  |                   |  |  |                 |  |
|                          | … | …                 |          |  |  |       |  |  |                   |  |  |                 |  |
|                          | … | …                 |          |  |  |       |  |  |                   |  |  |                 |  |
| …                        | … |                   |          |  |  |       |  |  |                   |  |  |                 |  |
|                          |   | …                 | …        |  |  |       |  |  |                   |  |  |                 |  |
|                          |   | …                 | …        |  |  |       |  |  |                   |  |  |                 |  |
|                          |   | …                 | …        |  |  |       |  |  |                   |  |  |                 |  |
| Liutgarda di Morvois     |   | …                 |          |  |  |       |  |  |                   |  |  |                 |  |
|                          |   | …                 | …        |  |  |       |  |  |                   |  |  |                 |  |
|                          |   | …                 | …        |  |  |       |  |  |                   |  |  |                 |  |
|                          |   | …                 | …        |  |  |       |  |  |                   |  |  |                 |  |
| …                        |   | …                 |          |  |  |       |  |  |                   |  |  |                 |  |
|                          |   | …                 | …        |  |  |       |  |  |                   |  |  |                 |  |
|                          |   | …                 | …        |  |  |       |  |  |                   |  |  |                 |  |
|                          |   | …                 | …        |  |  |       |  |  |                   |  |  |                 |  |
|                          |   | …                 |          |  |  |       |  |  |                   |  |  |                 |  |

### Fonti primarie
- (LA)  Monumenta Germaniae Historica, Scriptores, tomus I.
- (LA)  Monumenta Germaniae Historica, Scriptores, tomus II.
- (LA)  Monumenta Germaniae Historica, Scriptores, tomus IX.
- (LA)  Cartulaire de l'Abbaye de Saint-Bertin: Cartolarium Sithiense.
- (LA)  Monumenta Germaniae Historica, Scriptores, tomus III.
- (LA)  Monumenta Germaniae Historica, Scriptores, tomus XXIII.
- (LA)  Monumenta Germaniae Historica, Scriptores, tomus V.
- (LA)  Rodulfus Glaber Cluniacensis: Historiarum Sui Temporis Libri Quinque.

### Letteratura storiografica
- René Poupardin, I regni carolingi (840-918), in «Storia del mondo medievale», vol. II, 1999, pp. 583–635
- Louis Halphen, Francia: gli ultimi Carolingi e l'ascesa di Ugo Capeto (888-987), in «Storia del mondo medievale», vol. II, 1999, pp. 636–661
- (FR)  Claude Dormay Histoire de la ville de Soissons et de ses rois, ducs, comtes et gouverneurs (1664).